# Rundfunkjahr 1962

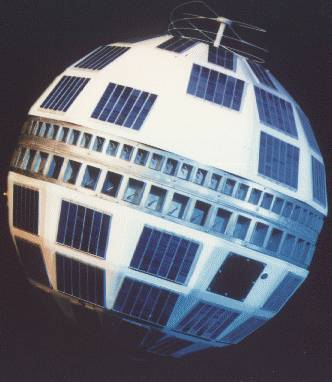
1962: Start von Telstar, dem ersten zivilen Kommunikationssatellit

Liste der Rundfunkjahre

◄◄ | ◄ | 1958 | 1959 | 1960 | 1961 | Rundfunkjahr 1962 | 1963 | 1964 | 1965 | 1966 | ► | ►►

Weitere Ereignisse

## Allgemein
- Das Deutsche Rundfunkarchiv in Frankfurt am Main beginnt mit der Sammlung von Dokumenten zur Fernsehgeschichte.
- 7. Juli – Die Bundesrundfunkanstalt Deutsche Welle tritt der ARD bei
- 10. Juli – Start des Telekommunikationssatelliten Telstar, des ersten zivilen Satelliten für interkontinentale Fernsehübertragungen. An dem Projekt ist sowohl die amerikanische Weltraumbehörde NASA wie das Telekommunikationsunternehmen AT&T beteiligt. Am 23. Juli erfolgt die erste Live-Fernsehschaltung zwischen Europa und den USA. Noch im gleichen Jahr gelingt der britischen Instrumental-Rockgruppe The Tornados ein von Joe Meek produzierter Hit mit dem Titel Telstar. Meek ließ sich dabei von dem Satelliten inspirieren.
- 27. August – In Frankfurt am Main erscheint die erste Ausgabe des Satiremagazins pardon. Das Blatt ist im Laufe seiner Geschichte bis 1982 zeitweise die auflagenstärkste Satirezeitschrift Europas.
- 26. Oktober – Mit der Besetzung der Räumlichkeiten der Redaktion des Spiegel in Hamburg beginnt die Spiegel-Affäre. Dem Nachrichtenmagazin, seinem Herausgeber und Eigentümer Rudolf Augstein, sowie mehreren führenden Redakteuren wird Landesverrat vorgeworfen.

## Hörfunk

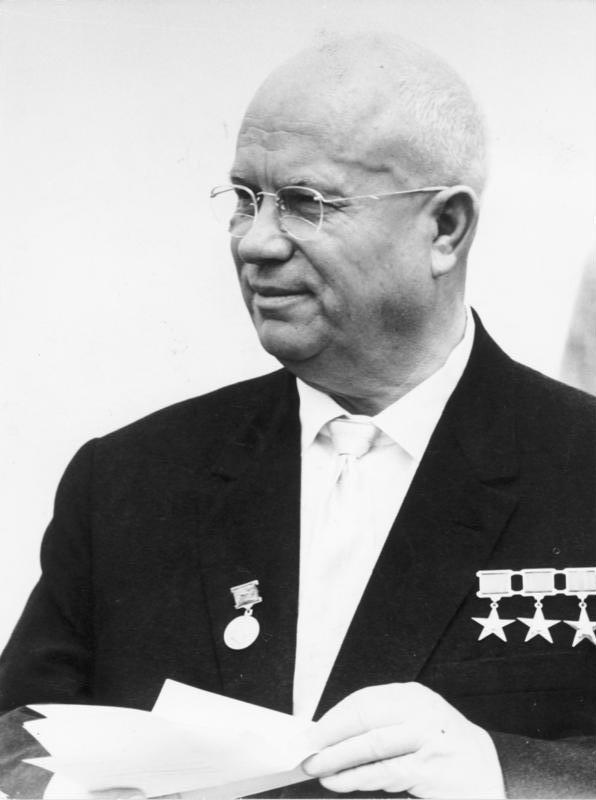
1962: Über Radio Moskau kündigt Chruschtschow den Abzug der sowjetischen Atomraketen von Kuba an

- John Peel beginnt bei der Radiostation WRR in Dallas, Texas als Hörfunkmoderator zu arbeiten, wo er schon bald – nicht zuletzt aufgrund seiner britischen Herkunft – als „Beatlesexperte“ gilt.
- Debüt des regionalen Informationsmagazins Unterwegs in Hessen auf hr1.[1]
- 1. Januar – Der Deutschlandfunk nimmt seinen Betrieb auf.
- 1. Januar – In Österreich wird das dritte Hörfunkprogramm des ORF aus finanziellen Gründen eingestellt.
- 23. Februar – Der WDR in Köln   beginnt mit der Ausstrahlung des 8-teiligen Hörspiels Paul Temple und der Fall Margo von Francis Durbridge mit René Deltgen, Annemarie Cordes und Kurt Lieckin den Hauptrollen (Regie: Eduard Hermann).
- 1. April – Polskie Radio 3 geht in Polen landesweit auf Sendung.
- 21. Februar – Im Bayerischen Rundfunk (BR) wird die erste von 88 Folgen der von Ellis Kaut geschriebenen Kinderhörspielreihe Meister Eder und sein Pumuckl ausgestrahlt.
- 30. September – Auf den Hörfunkfrequenzen der CBS werden die letzten Folgen der Serien Suspense und Yours Truly, Johnny Dollar ausgestrahlt. In den USA gilt das Datum als das Ende des „klassischen“ oder „goldenen“ Radiozeitalters.
- 28. Oktober – Kubakrise: Via Radio Moskau verkündet KPdSU-Chef Nikita Chruschtschow den Abzug der stationierten sowjetischen Raketen auf Kuba, nachdem sich die amerikanisch-sowjetische Krise Stunden zuvor dramatisch verschärft hat. Da zu diesem Zeitpunkt keine direkten Verbindungen zwischen den Regierungen der Sowjetunion und der USA bestehen, spielt der Hörfunk eine Schlüsselrolle in der Beilegung der Raketenkrise, die die Welt an den Rand eines nuklearen Schlagabtausches geführt hat.

## Fernsehen
- In Großbritannien treten Werbebeschränkungen für die Tabakindustrie im Fernsehen in Kraft: so darf nicht mehr während Kinderprogrammen geworben werden, außerdem müssen Personen, die in den Spots auftreten, älter als 21 Jahre sein.
- 3. bis 17. Januar – Der sechsteilige Fernsehfilm Das Halstuch von Francis Durbridge, 1961 vom WDR produziert, erweist sich als „Straßenfeger“. Die Frage nach der Identität des Halstuchmörders beschäftigte die ganze Nation.
- 15. Januar – Zwei Tage vor Ausstrahlung der letzten Halstuch-Folge, veröffentlichte der Berliner Kabarettist Wolfgang Neuss in einer Zeitungsannonce für seinen Kinofilm Genosse Münchhausen den Namen des Halstuchmörders. Die Werbeaktion löste einen regelrechten Skandal aus. Neuss erhielt Morddrohungen; die Bild-Zeitung bezeichnet ihn als „Vaterlandsverräter“.
- 22. bis 29. Mai – Die ARD sendet die 3-teilige, vom NDR produzierte Verfilmung des autobiografischen Romans von Wolfgang Leonhard Die Revolution entläßt ihre Kinder.
- September – Der ORF beginnt mit der Ausstrahlung von Schulfernsehsendungen.
- 1. September – Sendestart von Channel Television, einem Ableger der britischen ITV auf den Kanalinseln.
- 26. September – Start der Sitcom The Beverly Hillbillies.
- 1. Oktober – Die CBS beginnt mit der Ausstrahlung der Sitcom The Lucy Show mit Lucille Ball.
- 2. Oktober – Auf ABC beginnt die erste von insgesamt fünf Staffeln der Fernsehserie Combat. Die Serie beschäftigt sich mit an der Westfront kämpfenden US-Soldaten während des Zweiten Weltkrieges.

## Geboren
- (Datum unbekannt) Werner Geier – österreichischer Musikjournalist (Die Musicbox) und Musikproduzent, wird in Mürzzuschlag, Steiermark geboren. († 2007)
- 14. Januar – Antonia Langsdorf, deutsche Fernsehastrologin, wird in Hannover geboren.
- 15. Januar – Horst Lichter, deutscher Fernsehkoch wird in Nettesheim geboren.
- 1. Februar – Uwe Arkuszewski, deutscher Radiomoderator wird in Rendsburg geboren. († 2004)
- 8. Februar – Martin Wuttke, deutscher Schauspieler (Tatortkommissar Andreas Keppler) wird in Gelsenkirchen geboren.
- 22. Februar – Steve Irwin, australischer Dokumentarfilmer und Tierschutzaktivist wird in Essendon, Victoria geboren. († 2006)
- 1. April – Stefanie Tücking, deutsche Fernseh- und Radiomoderatorin wird in Kaiserslautern geboren. († 2018)
- 6. Juli – Ingrid Thurnher, österreichische Fernsehjournalistin wird in Bludenz geboren.
- 21. Juli – Gabi Bauer, deutsche Fernsehmoderatorin, wird in Celle geboren.
- 28. Juli – Rahel Ohm, deutsche Schauspielerin und Synchronsprecherin, wird in Berlin geboren.
- 16. August – Steve Carell, US-amerikanischer Schauspieler und Comedian (Das Büro) wird in Concord, Massachusetts geboren.
- 27. August – Sarah Wiener, österreichische Fernsehköchin wird in Halle (Westf.) geboren.
- 19. November – Milena Preradovic, Journalistin und Fernsehmoderatorin wird in Bochum geboren.

## Gestorben
- 12. Mai – Walter Scherau, deutscher Schauspieler und Hörspielsprecher, stirbt 59-jährig in Hamburg. Er war vor allem durch die frühen Fernsehübertragungen aus dem Hamburger Ohnsorg-Theater bekannt.
- 19. August – Robert Bürkner, deutscher Schauspieler, Theaterregisseur, Theaterintendant, Bühnenautor und Schriftsteller stirbt 75-jährig in Augsburg. Er spielte u. a. in den Fernseh-Mehrteilern So weit die Füße tragen und Am grünen Strand der Spree mit.
- 22. August – Paul Schurek, deutscher Schriftsteller, Bühnen- und Hörspielautor stirbt 72-jährig in Wedel.